# Agrostis thurberiana
Agrostis thurberiana é uma espécie de gramínea do gênero Agrostis, pertencente à família Poaceae.